# Amplicephalus faminei
Amplicephalus faminei är en insektsart som beskrevs av Carl Stål 1859. Amplicephalus faminei ingår i släktet Amplicephalus och familjen dvärgstritar. Inga underarter finns listade i Catalogue of Life.